# Aubigny (Adelsgeschlecht)
Aubigny war eine Familie des normannischen Adels, die im 12. Jahrhundert in England in den Hochadel aufstieg. Sie stammte aus Aubigny auf der Halbinsel Cotentin.
Auslöser des Aufstiegs war die Ehe, die William d’Aubigny 1138 mit Adelisa von Löwen schloss, der Witwe des Königs Heinrich I. von England. Der Erwerb von Arundel Castle und der Honor of Arundel führte zum Titel eines Earl of Arundel, der durch die wechselnden Koalitionen im Englischen Bürgerkrieg von 1135 bis 1154 u. a. durch den Titel eines Earl of Sussex ergänzt wurde.
Die Familie starb 1243 in männlicher Linie aus. Der Besitz wurde auf die vier Schwestern des letzten Earls aufgeteilt. Den Titel eines Earl of Arundel erhielt John FitzAlan (* 1223, † 1267), der eines Earl of Sussex geriet außer Gebrauch.

## Stammliste
1. Guillaume d’Aubigny, Seigneur d’Aubigny
  1. Roger d’Aubigny, Seigneur d’Augbigny; ⚭ Alicia
    1. Néel/Nigel d’Augibny, Seigneur de Montbray; ⚭ I Mathilde de L’Aigle, Tochter von Richard de l’Aigle und Judith, der Schwester von Hugh d’Avranches, 1. Earl of Chester (Haus Conteville); ⚭ II Gundred de Gournay, Tochter von Gerard de Gournay und Edith de Warenne, der Tochter von William de Warenne, 1. Earl of Surrey (Haus Warenne)
      1. Roger d’Aubigny, † vor 1188, nimmt den Namen Mowbray an – Nachkommen siehe Haus Mowbray

    2. William d’Aubigny († 1139), bestattet in Wymondham Priory, Norfolk; ⚭ Maud, Tochter von Roger Bigod und Alice de Tosny (Haus Tosny)
      1. William d’Aubigny, (* um 1109; † 12. Oktober 1176 Waverley Abbey, Surrey), Lord of the manor of Buckenham (Norfolk), erwarb 1138/39 Arundel Castle und die Honor of Arundel, 1. Earl of Arundel, vielleicht 1139 kurzzeitig Earl of Lincoln, 1141 Earl of Sussex, vor 1150 Earl of Chichester, bestattet in Wymondham Priory; ⚭ 1138 Adelisa von Löwen, † 23. April 1151 in der Abtei Affligem, Tochter von Herzog Gottfried der Bärtige von Niederlothringen (Reginare), Witwe von König Heinrich I. von England (Rolloniden), 1150 geistlich, bestattet in Affligem
        1. William d’Aubigny, (* vor 1150, † 24. Dezember 1193), 1176/7 Earl of Sussex, 27. Juni 1190 Earl of Arundel, 1191 Custos von Windsor Castle, bestattet in Wymondham Priory; ⚭ Matilda, Erbtochter von James de Saint-Hilaire du Harcouet und Aveline, Witwe von Roger de Clare, Earl of Hertford († 1173) (Clare (Familie))
          1. William d’Aubigny († 1. Februar 1221 in „Cainell“ bei Rom auf der Rückfahrt vom Kreuzzug von Damiette) Earl of Sussex und Earl of Arundel, um 1218 Justiciar, bestattet in Wymondham Priory; ⚭ Mabel († nach 1232), Tochter von Hugh de Kevelioc, 3. Earl of Chester und Bertrade von Evreux, 1232 Miterbin ihres Bruders Ranulph de Blondeville, 4. Earl of Chester (Haus Conteville)
            1. Avice d’Aubigny (1196–1214), ⚭ William de Mowbray, Sohn von Roger de Mowbray
            2. Maud d’Aubigny, († nach 1210), ⚭ Robert de Tateshal
            3. Cicely d’Aubigny ⚭ Roger de Mahaut of Elford († 1260)
            4. Colette d’Aubigny († nach 1233)
            5. William d’Aubigny (* um 1203, † kurz vor 7. August 1224), April 1221 Earl of Sussex und Earl of Arundel, bestattet in Wymondham Priory
            6. Hugh d’Aubigny (* um 1213, † 7. Mai 1243), Earl of Sussex, Earl of Arundel, bestattet in Wymondham Priory; ⚭ 1234 Isabel de Warenne (* um 1228 † vor 23. November 1282), Tochter von William de Warenne, 5. Earl of Surrey and Maud Marshal, bestattet in Marham, Norfolk
            7. Isabel d’Aubigny; ⚭ John Fitzalan, Lord of Oswestry (* 1200, † 1240) (Haus FitzAlan)
              1. John FitzAlan (* 1223, † 1267) – Nachkommen

            8. Nicole oder Nichole d’Aubigny († um 1240); ⚭ Roger de Somery, Baron Somery of Dudley Castle († 26. August 1273), Sohn von Ralph de Somery († 1211) und Margaret Marshal, eine Schwester von William Marshal, 1. Earl of Pembroke.

          2. Matilda d’Aubigny, ⚭ William de Warenne, 5. Earl of Surrey.

        2. Alice (Adelise) d’Aubigny, † 11. September wohl 1188, bestattet in Foucarmont, ⚭ I. Johann (Jean) I., 1141 bezeugt, † geistlich 26. Juni 1170 in Foucarmont, Graf von Eu, Lord of Hastings, bestattet in Foucarmont (Rolloniden); ⚭ II. Alvred de Saint-Martin, Dapifer des Königs von England († nach 30. November 1189), sie heiratete in zweiter Ehe Alvred de Saint-Martin, Dapifer des Königs von England († nach 30. November 1189),

  2. Nigel d’Aubigny († um 1100), Lord of  Cainhoe Castle (Clophill, Bedfordshire); ⚭ Amicie de Ferrières – Nachkommen, † 1233